# Melanactes
Melanactes là một chi bọ cánh cứng trong họ 
Elateridae.
Chi này được miêu tả khoa học năm 1853 bởi LeConte.

## Các loài
Các loài trong chi này gồm:
- Melanactes consors LeConte, 1853
- Melanactes densus LeConte, 1853
- Melanactes morio (Fabricius, 1798)
- Melanactes piceus (DeGeer, 1774)
- Melanactes puncticollis (LeConte, 1852)
- Melanactes reichei (Germar, 1843)